# 박성일 (배우)
박성일(1979년 11월 29일 ~ )은 대한민국의 배우이다.
서울 성북구 장위동에서 '드림랜드'라는 작은 분식점을 운영하고 있다.

## 학력
- 대진대학교 연극영화과 학사

## 출연작

### 영화
- 《해피엔드》 (1999년) - 비디오 가게 점원 역
- 《죽거나 혹은 나쁘거나》 (2000년) - 재떨이 종업원 역
- 《해안선》 (2002년) - 강 상병 친구 2 역
- 《듀얼 인 부산》 (2004년)
- 《공필두》 (2006년) - 검찰청 형사 1 역
- 《나, 그런 사람 아니에요》 (2006년) - 상후 역
- 《디스코 2000》 (2006년) - 영준 역
- 《준비된 인생》 (2006년) - 보조판매상 역
- 《황진이》 (2007년) - 노름꾼 2 역
- 《바르게 살자》 (2007년) - 진압대 4 역
- 《여기보다 어딘가에》 (2008년) - 블루드래곤 밴드리더 역
- 《쩨쩨한 로맨스》 (2010년) - 병두 역
- 《수선화[火]》 (2010년) - 세탁소 손님 역
- 《챔프》 (2011년) - 운호 역
- 《엄마에게》 (2011년) - 형중 역
- 《나쁜피》 (2011년) - 남자 9 역
- 《물리수업》 (2011년)
- 《런닝맨》 (2013년) - 기혁 담임 역
- 《모던 패밀리》 (2011년)
- 《33리》 (2013년)
- 《원룸》 (2013년)
- 《보호자》 (2014년) - 약사 역
- 《들개》 (2014년) - 한규남 역
- 《살고싶소!》 (2014년) - 이금용 역
- 《탐정: 더 비기닝》 (2015년) - 송 형사 역
- 《돌연변이》 (2015년) - 노조간부 역
- 《고구마 가족》 (2015년) - 멧돼지 아빠 역
- 《두 남자》 (2016년) - 박 형사 역
- 《군함도》 (2017년) - 이강옥 악단 큰 나팔 역
- 《폭력의 씨앗》 (2017년) - 수남 역
- 《노맨스랜드》 (2017년) - 정 감독 역
- 《챔피언》 (2018년) - 박 피디 역 (우정출연)
- 《탐정: 리턴즈》 (2018년) - 송재필 형사 역
- 《두 개의 방》 (2018년) - 성균 역
- 《파도치는 땅》 (2019년) - 의사 역
- 《엑시트》 (2019년) - 셋째 매형 역
- 《삼진그룹 영어토익반》 (2020년) - 윤 기자 역
- 《럭키 몬스터》 (2020년) - 최필연 역
- 《천사는 바이러스》 (2021년) - 지훈 역
- 《같은 속옷을 입는 두 여자》 (2022년) - 윙윙북스 대표 역
- 《압꾸정》 (2022년) - 경제팀 형사 2 역
- 《스프린터》 (2023년) - 현수 역
- 《한국이 싫어서》 (2024년) - 차상우 역
- 《대도시의 사랑법》 (2024년) - 장 팀장 역
- 《84제곱미터》 (2025년) - 가주호 역

### 드라마
- 《시티헌터》 (2011년, SBS)
- 《무정도시》 (2013년, JTBC)
- 《순금의 땅》 (2014년, KBS2) - 독사 역
- 《귀신 보는 형사 처용 2》 (2015년, OCN)
- 《크리미널 마인드》 (2017년, tvN) - 공형규 역
- 《왓쳐》 (2019년, OCN) - 김실장 역
- 《악마가 너의 이름을 부를 때》 (2019년, tvN) (특별출연)
- 《방법》 (2020년, tvN) - 민정인 역
- 《비밀의 숲 2》 (2020년, tvN) - 이대성 역
- 《허쉬》 (2020년, JTBC) - 장제권 역
- 《그래서 나는 안티팬과 결혼했다》 (2021년, 네이버TV) - 최희건 역
- 《대박부동산》 (2021년, KBS2) - 마광태 역
- 《당신이 소원을 말하면》 (2022년, KBS2) - 표철우 역
- 《끝내주는 해결사》 (2024년, JTBC) - 공득구 역
- 《S라인》 (2025년, Wavve) - 방성진 역
- 《여행을 대신해 드립니다》 (2025년, 채널A) - 시국 역